# 斯蒂芬·库里：不容小觑
《斯蒂芬·库里：不容小觑》（英語：Stephen Curry: Underrated）是一部2023年发行的美国体育紀錄片，讲述了篮球运动员斯蒂芬·库里的故事。电影由彼得·尼克斯执导，在2023年圣丹斯电影节上首映，后于2023年7月21日在影院和Apple TV+上映。